# National Dress Reform Association
National Dress Reform Association var en amerikansk förening, grundad 1856 och upplöst 1865. Den grundades för att verka för dräktreformrörelsens mål med en reformering av kvinnors klädedräkt, mot mer bekväma och hälsosamma ideal.
Den grundades 1856, och utgav flera skrifter i ämnet.  Dess medlemmar var ofta engagerad i gymnastik som utövades i vatten, och både föreningen och många andra hälsoföreningar stödde kampanjen genom att ge ut informationsblad med fokus på hälsa.  Föreningen upplevde några år av stort intresse och aktivitet. Den ska ha haft medlemmar i snart sagt varje delstat i USA, bloomerdräkter ställdes ut i utställningar och kvinnor av många olika kategorier bar dräkten: radikala kvinnor med intresse för feminism; medlemmar ur religiösa grupperingar som ville avstå från tidens flärdfulla mode; och kvinnor med intresse för dess hälsomässiga fördelar. 
Reformrörelsen i USA handlade om att göra det socialt accepterat för kvinnor att klä sig bekvämt och hälsosamt offentligt, utan att bli trakasserade.  Det var en kampanj som stöddes av den amerikanska kvinnorörelsen.  Åren 1851-52 gjorde kvinnorättsaktivisten Amelia Bloomer en föreläsningsturné genom USA i ett försök att lansera den så kallade 'Bloomerdräkten', som bestod av en lös, knälång tunika över vida byxor.  Den här typen av klädsel var snarlik den som redan användes av kvinnor som arbetsdräkt inom hemmets fyra väggar eller som gymnastikkläder, men idén att kvinnor skulle klä sig så offentligt väckte enormt uppseende och uppfattades som provocerande på den allmänna opinionen.  Kampanjen ledde till åtskilliga karikatyrer av kvinnor i bloomerdräkter i pressen, oftast med budskapet att de försökte ta över männens privilegier i samhället, något som i slutändan skulle leda till att män fick bli hemmafruar.  Kampanjen misslyckades, och de negativa associationerna gjorde att även kvinnorörelsen lade ned den, och föreningen upplöstes slutligen 1865 – även Amelia Bloomer själv slutade bära byxor 1859.  Bloomerdräkten kom ändå att bäras offentligt av en minoritet radikala kvinnor, och den var särskilt vanlig i Boston.